# Sonia Evans
Pour les articles homonymes, voir Evans.
Sonia Evans est une chanteuse anglaise née à Skelmersdale dans le Lancashire le 13 février 1971. Elle fut révélée par le trio de producteurs anglais Stock, Aitken et Waterman en 1988 avec un premier hit You'll Never Stop Me Loving You. Ces producteurs sont à l'origine du succès de Kylie Minogue, Rick Astley, etc.

## Biographie
Sonia finit deuxième du Concours Eurovision de la chanson 1993 avec la chanson Better the Devil You Know.

## Albums studio
- 1990 : Everybody Knows
- 1991 : Sonia
- 1993 : Better the Devil You Know

## Singles
- 1989 : You'll Never Stop Me Loving You
- 1989 : Can't Forget You
- 1989 : Listen to Your Heart
- 1990 : Counting Every Minute
- 1990 : You've Got a Friend
- 1990 : End of the World
- 1991 : Only Fools (Never Fall in Love)
- 1991 : Be Young, Be Foolish, Be Happy
- 1991 : You to Me Are Everything
- 1992 : Boogie Nights
- 1993 : Better the Devil You Know
- 1993 : We've Got the Power
- 1994 : Hopelessly Devoted to You
- 1995 : Wake Up Everybody